# Nathan Jacobson
Nathan Jacobson (Varsavia, 5 ottobre 1910 – Hamden, 5 dicembre 1999) è stato un matematico statunitense, conosciuto per i suoi lavori in algebra, e per aver scritto un gran numero di libri di testo. È stato presidente dell'American Mathematical Society dal 1971 al 1973 e vicepresidente dell'Unione matematica internazionale dal 1972 al 1974. Nel 1998 ha ricevuto il Premio Steele per i risultati ottenuti durante la carriera..